# 2002: la seconda odissea
2002: la seconda odissea (Silent Running) è un film di fantascienza del 1972 diretto da Douglas Trumbull, con protagonista Bruce Dern.
Il film è ambientato in una serie di enormi cupole geodetiche simili a serre, collegate alla grande astronave "Valley Forge", che fa parte di una flotta di navi spaziali dell'American Airlines, appena fuori dall'orbita di Saturno.

## Trama
Nel futuro la Terra, a seguito del progresso indiscriminato, ha del tutto sacrificato la vegetazione e ogni altro organismo (almeno macroscopico) per far posto all'urbanizzazione, tra cui le industrie del cibo (sintetico e asettico). Gli ultimi ambienti naturali sono stati trasferiti in orbita, a ridosso di due gigantesche navi spaziali, una delle due, la Valley Forge, è gestita dal botanico Lowell Freeman,  vero e proprio "giardiniere spaziale", da tre astronauti e da tre robot assistenti.
Un giorno il comandante riceve dalla Terra l'ordine di distruggere tutto e tornare a casa, con somma gioia dei collaboratori, intristiti dalla monotona permanenza. Non d'accordo, Freeman uccide i tre, salva almeno una delle tre serre e messosi alla guida dell'astronave, con l'aiuto di tre robot, da Freeman rinominati Paperino, Paperina e Paperone, si dirige verso Saturno. Paperone viene spazzato via dai "venti" degli anelli di Saturno, mentre gli altri due robot entrano sottocoperta fortunatamente illesi.
I vegetali perdono colore e sembrano malati; il protagonista li studia ed esamina al microscopio sospettando una malattia infettiva, infine capisce che la causa del deperimento è l'allontanamento dal Sole. Allestisce pertanto lampade speciali e i vegetali riprendono vigore. A un certo momento gli arrivano via radio voci da un'astronave di soccorso che sta per raggiungerlo, e capisce di non poter proseguire il viaggio: per essere certo di non essere raggiunto (sarebbe stata la fine per sé e per gli organismi non umani), sgancia l'ultima serra affidandola alle cure di Paperina, con la speranza che essa venga raccolta da una qualche intelligenza più meritevole.
Rimasto solo sull'astronave assieme a Paperino (non più adatto al lavoro a causa di un incidente), si fa esplodere nello spazio in prossimità dell'astronave di salvataggio, con una carica atomica miniaturizzata. Il robot superstite continuerà a prendersi cura della foresta, che nella sua bolla di vetro proseguirà la sua "corsa silenziosa" (silent running, appunto) per il cosmo.

## Produzione
Le riprese in interni furono eseguite a bordo della portaerei in disarmo USS Valley Forge (LPH-8), reduce della guerra di Corea ed ancorata presso il cantiere navale di Long Beach (California), per essere demolita al termine delle riprese. Gli ambienti naturali furono allestiti in un hangar di recente costruzione a Van Nuys, nei pressi di Los Angeles, ispirandosi al Climatron situato nell'orto botanico del Missouri.
I tre robot furono animati da quattro persone che avevano subito amputazione bilaterale e che indossavano una carenatura di nove chili costruita su misura.
Gli effetti sonori, anche per i robot, furono creati dal compositore non accreditato Joseph Byrd, utilizzando un sintetizzatore ARP 2600, modificato con moduli d'espansione Oberheim Expander.

## Colonna sonora
La colonna sonora fu composta dal fagottista e creatore di P. D. Q. Bach Peter Schickele. Essa include due canzoni scritte da Schickele e Diane Lampert – "Silent Running" e "Rejoice in the Sun" – che furono cantate dalla celebre cantautrice folk Joan Baez, venendo anche pubblicate come singolo dalla Decca.

### Album
L'album della colonna sonora fu pubblicato dalla Decca nel 1972 e ristampato nel 1978 dalla Varèse Sarabande.

#### Tracce
Lato A
Musiche di Peter Schickele.
1. Joan Baez – Rejoice in the Sun – 2:10 (testo: Diane Lampert)
2. The Space Fleet – 3:28
3. Rejoice in the Sun (Instrumental) – 1:58
4. No Turning Back – 2:50
5. Driving Crazy – 2:26
6. Drifting – 2:08

Durata totale: 15:00
Lato B
Musiche di Peter Schickele.
1. Joan Baez – Silent Running – 2:01 (testo: Diane Lampert)
2. The Dying Forest – 2:24
3. Tending to Huey – 2:55
4. Saturn – 4:09
5. Getting Ready – 1:45
6. Joan Baez – Rejoice in the Sun (Reprise) – 1:30 (testo: Diane Lampert)

Durata totale: 14:44

## Distribuzione

### Data di uscita
Le date di uscita internazionali sono state:
- 10 marzo 1972 negli Stati Uniti
- 21 luglio in Brasile (Corrida Silenciosa)
- 28 settembre nel Regno Unito
- 13 novembre in Svezia (Den tysta flykten)
- 21 marzo 1973 in Spagna
- 3 dicembre 1975 in Francia
- 25 novembre 1976 in Italia
- 25 gennaio 1980 in Portogallo (O Cosmonauta Perdido)
- 16 settembre 1986 in Giappone

### Edizione italiana
In Italia il film fu distribuito arbitrariamente come sequel di 2001: Odissea nello spazio modificandone anche i dialoghi, imputando ad esempio il forte progresso seguito con contatto con il Monolito, a scapito dell'ecosistema terrestre. Il personaggio del comandante della nave di soccorso Berkshire – presente unicamente come voce via radio – è sostituito da un ripristinato computer HAL 9000, nuovamente doppiato da Gianfranco Bellini. Il doppiaggio fu eseguito dalla C.D. Nel 2002, in occasione dell'uscita in DVD, il film fu ridoppiato a Milano su dialoghi più corretti. Nel 2015 entrambe le versioni sono state incluse nel DVD/Blu-ray Disc edito da Pulp Video.

## Accoglienza

### Critica
Il film fu accolto in modo principalmente positivo dalla critica. Il 67% delle 27 recensioni raccolte dal sito Rotten Tomatoes sono positive, con un voto medio di 6,6. Nella sua recensione per The New York Times, Vincent Canby afferma che "non è un film di fantascienza costruito al risparmio, ma è un po' troppo ingenuo per generare un intrattenimento consistente". Il critico britannico Mark Kermode ha spesso definito il film come uno dei suoi preferiti nel suo blog della BBC, in più di un'occasione preferendolo a 2001: Odissea nello spazio. Nel 1973 il film fu candidato al premio Hugo per la miglior rappresentazione drammatica.